# Педагогічна любов
Педагогічна любов — категорія гуманної педагогіки. Педагогічна любов — це високе моральне почуття, яке полягає у стійкій, самовідданій і свідомій прихильності педагога до вихованця, зумовленій стійкими педагогічними переконаннями, життєвими цілями служіння дитинству та інтересами людей.

## Сутність
Сутність, зміст педагогічної любові та форми її прояву розкрито в творах Януша Корчака «Як любити дитину», Василя Сухомлинського та Шалви Амонашвілі «Як любити дітей». За твердженням педагогів любов вчителя до дітей повинна бути дієвою, толерантною, відданою, турботливою, захисною, вимогливою, спрямовуючою, підтримуючою. Любов супроводжується повагою, розумінням, прийняттям дитини як особистості. Педагогічна любов притаманна вчителям-гуманістам.

## З історії питання

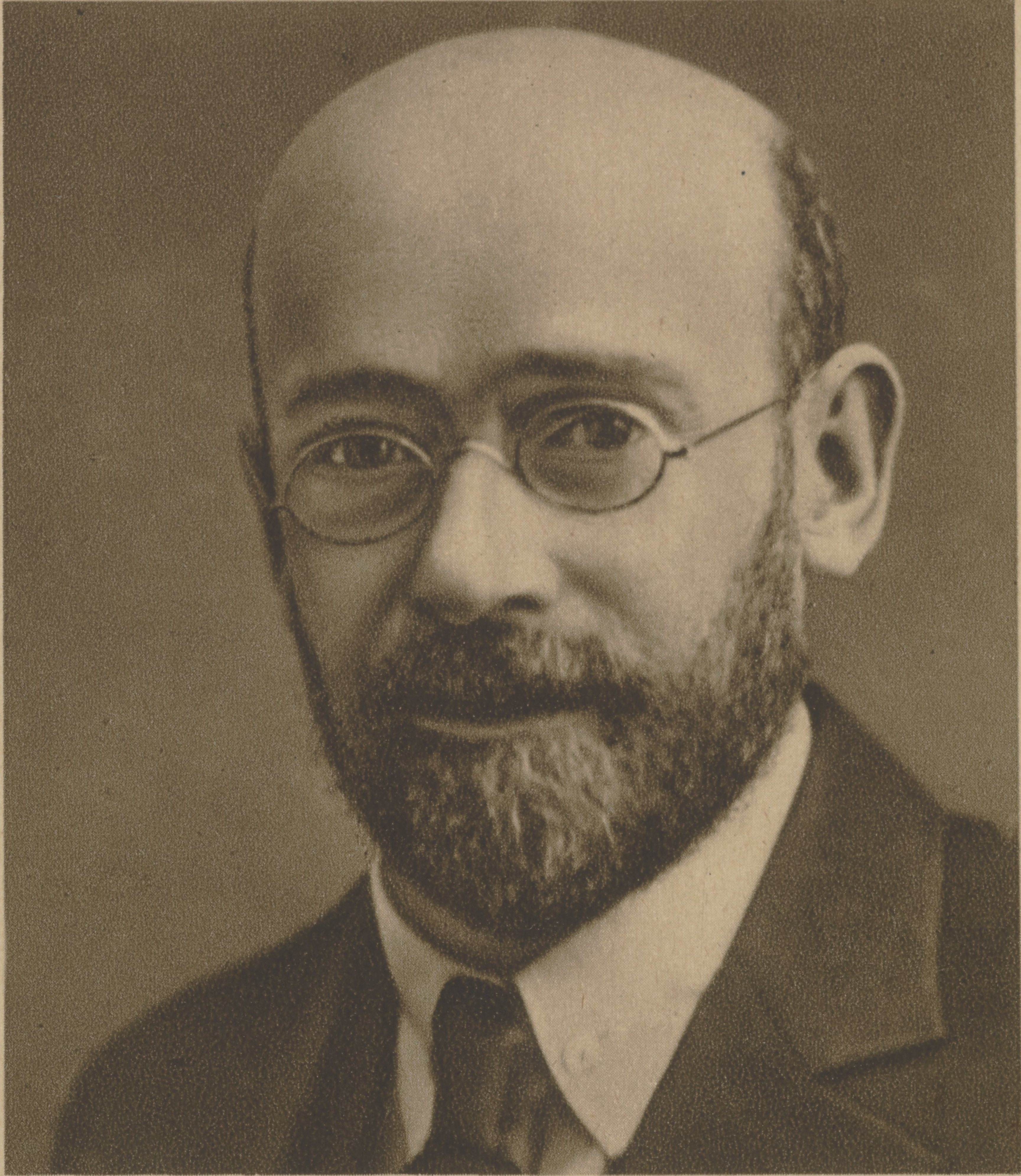
Януш Корчак

Василь Сухомлинський

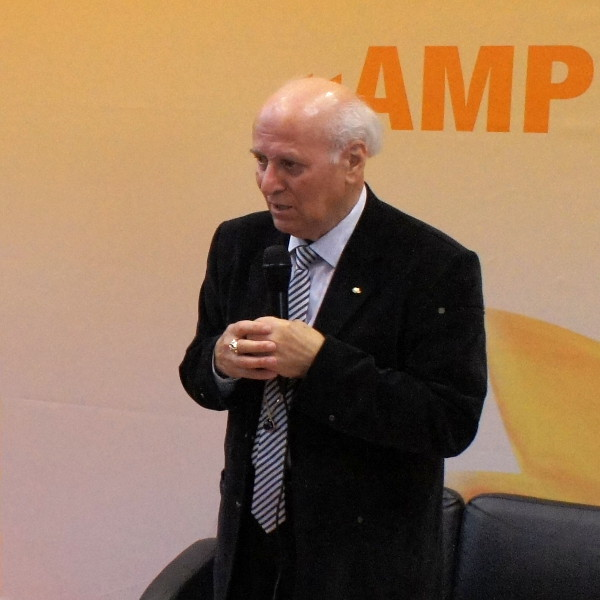
Шалва Амонашвілі

Проблему побудови педагогічної взаємодії на основі любові вчителя до учнів розглядали видатні педагоги минулого і сьогодення: Ян Амос Коменський, Йоганн Песталоцці, Лев Толстой, Костянтин Ушинський, Антон Макаренко, Василь Сухомлинський, Симон Соловейчик, Шалва Амонашвілі та інші.

### Януш Корчак про особливості педагогічної любові
Януш Корчак наголошує, що любов до дітей передбачає прощення, довіру, допомогу, розуміння. Вчитель повинен цінувати дитину, рахуватися з нею. Любити дитину — означає: допомогти  дитині стати собою, а не втілювати мрії інших; не вимагати від дітей плати за зроблене; не зганяти зло і образи на дітях; не ставитися зверхньо до дитячих проблем; не принижувати; приділяти дітям увагу; ставитися до дитини як до дорогоцінної чаші. Справжня любов передбачає відношення до дитини як до свідомого відповідального суб'єкта життєдіяльності, який здатен самостійно контролювати свої вчинки, аналізувати поведінку.
Головними моментами в педагогіці любові є прагнення спрямувати, допомогти, підтримати, і головне, робити це з метою виховання справжньої людини.

### Василь Сухомлинський «Як любити дітей»
Вчительська любов — це пізнання і відкриття для себе духовного світу учня, це повага людини до людини, це сердечне, відповідальне ставлення педагога до вихованців, це розуміння потреб та інтересів учнів.  Любов вчителя до учня повинна бути оптимістичною, лікувальною, захисною.  

### Шалва Амонашвілі «Як любити дітей»
Вчитель, що любить дітей повинен бути їм вірним і відданим, слідувати меті розкриття, розвитку, виховання, утвердження в Дитині особистості, бути оптимістом щодо будь-якої дитини в будь-яких випадках.
Любов вчителя до дітей повинна бути дієвою, толерантною, відданою, турботливою, захисною, вимогливою, спрямовуючою, підтримуючою. Любити потрібно з повагою, з розумінням, з прийняттям дитини як особистості.

## Цитати
«У Любові Дитина знаходить вдвічі більше джерело зростання». Й. Г. Песталоцці
«Якщо вчитель має тільки Любов до справи, він буде хороший вчитель. Якщо вчитель має тільки Любов до учня, як батько, мати, він буде кращим за того вчителя, який прочитав всі книги, але не має любові ні до справи, ні до учнів. Якщо учитель поєднує в собі Любов до справи і до учнів, він — досконалий Учитель». Л. Толстой
«Не лише можна, а потрібно, потрібно учити любові. Як це не дивно звучить, а є така наука». А. Макаренко
«Педагогіка — наука про мистецтво любити дітей!» С. Соловейчик